# Cédric Mathy
Cédric Mathy est un coureur cycliste belge né le 2 février 1970 à Ixelles.

## Biographie
Cédric Mathy participe aux Jeux olympiques d'été de 1992 à Barcelone en cyclisme sur piste et remporte la médaille de bronze dans l'épreuve de la course aux points.